# Charles Jensen
Charles Kristoffer Peter Jensen (Bislev, 1885. december 24. – Roskilde, 1920. június 5.) olimpiai bronzérmes dán tornász.
Az 1908. évi nyári olimpiai játékokon indult tornában és csapat összetettben 4. lett.
Az 1912. évi nyári olimpiai játékokon is indult tornában és egyéni összetettben 30. lett.
Szintén ezen az olimpián csapat összetettben szabadon választott szerekkel bronzérmes lett.
Klubcsapatai az Århus 1900 és a HG voltak.